# Futebolista da Temporada na PSL
O prêmio de Futebolista da Temporada na PSL é concedido ao melhor jogador da temporada da Premier Soccer League (PSL).

## Premiação
| Temporada | Jogador            | Clube             | Posição | Nacionalidade |
| --------- | ------------------ | ----------------- | ------- | ------------- |
| 2013-14   | Sibusiso Vilakazi  | BIDVest Wits      | MC      | África do Sul |
| 2012-13   | Itumeleng Khune    | Kaizer Chiefs     | GL      | África do Sul |
| 2011-12   | Siyabonga Nomvethe | Moroka Swallows   | AT      | África do Sul |
| 2010-11   | Thulani Serero     | Ajax Cape Town    | MC      | África do Sul |
| 2009-10   | Daine Klate        | Supersport United | MC      | África do Sul |
| 2008-09   | Lucas Thwala       | Orlando Pirates   | ZA      | África do Sul |
| 2007-08   | Elias Pelembe      | Supersport United | MC      | Moçambique    |
| 2006-07   | Godfrey Sapula     | Mamelodi Sundowns | MC      | África do Sul |
| 2005-06   | Surprise Moriri    | Mamelodi Sundowns | MC      | África do Sul |
| 2004-05   | Collins Mbesuma    | Kaizer Chiefs     | AT      | Zâmbia        |
| 2003-04   | Tinashe Nengomasha | Kaizer Chiefs     | MC      | Zimbabwe      |
| 2002-03   | Mbulelo Mabizela   | Orlando Pirates   | ZA      | África do Sul |
| 2001-02   | Andre Arendse      | Santos Cape Town  | GL      | África do Sul |
| 2000-01   | Benjani Mwaruwari  | Jomo Cosmos       | AT      | Zimbabwe      |
| 1999-00   | Siyabonga Nomvethe | Kaizer Chiefs     | AT      | África do Sul |
| 1998-99   | Pollen Ndlanya     | Kaizer Chiefs     | AT      | África do Sul |
| 1997-98   | Raphael Chukwu     | Sundowns          | AT      | Nigéria       |
| 1996-97   | Wilfred Mugeyi     | Bush Bucks        | AT      | Zimbabwe      |